# Xylotrechus bilyi
Xylotrechus bilyi är en skalbaggsart som beskrevs av Holzschuh 2003. Xylotrechus bilyi ingår i släktet Xylotrechus och familjen långhorningar.
Artens utbredningsområde är Laos. Inga underarter finns listade i Catalogue of Life.